# Amflora

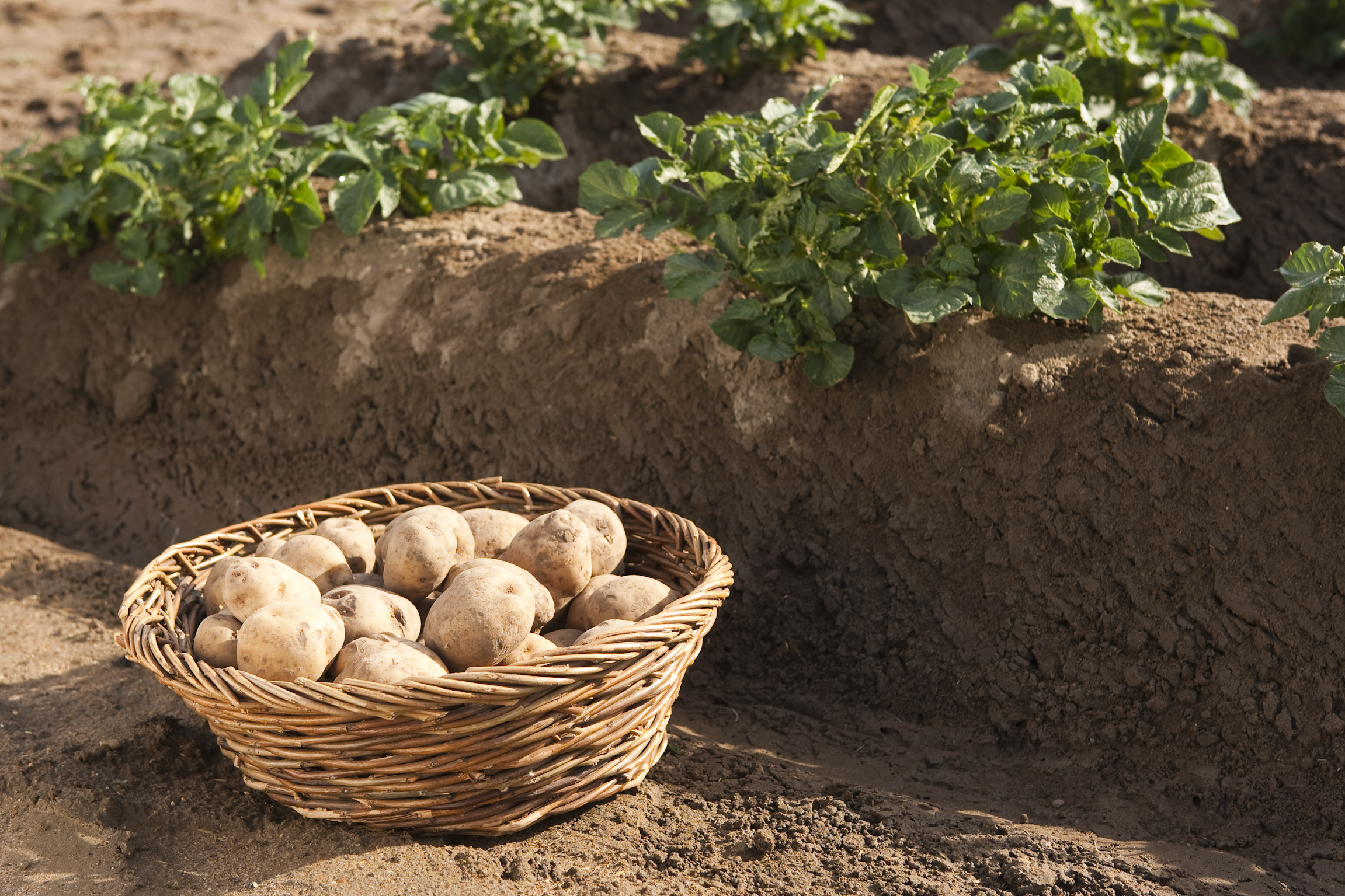
Tubercules et plants de la variété 'Amflora'

Amflora  est une variété de pomme de terre féculière transgénique créée par la société BASF Plant Science, filiale du groupe chimique allemand BASF. Cette variété, codifiée sous le nom de lignée EH92-527-1, a été conçue comme une ressource renouvelable pour la production industrielle de fécule de pomme de terre constituée presque exclusivement d'amylopectine. L'extraction de cette fécule donne lieu à une importante activité industrielle : la « féculerie ».
La production et la commercialisation de cette pomme de terre transgénique dans l'Union européenne, y compris pour l'alimentation humaine, a été autorisée le 2 mars 2010, après 13 ans de procédures, par la Commission européenne pour une durée de dix ans (expiration le 1er mars 2020). En janvier 2012, BASF annonçait l'abandon de la commercialisation dans l'UE d'Amflora, celle-ci n'étant alors cultivée que dans trois pays (Allemagne, Suède et République tchèque), sur un total de 300 hectares.

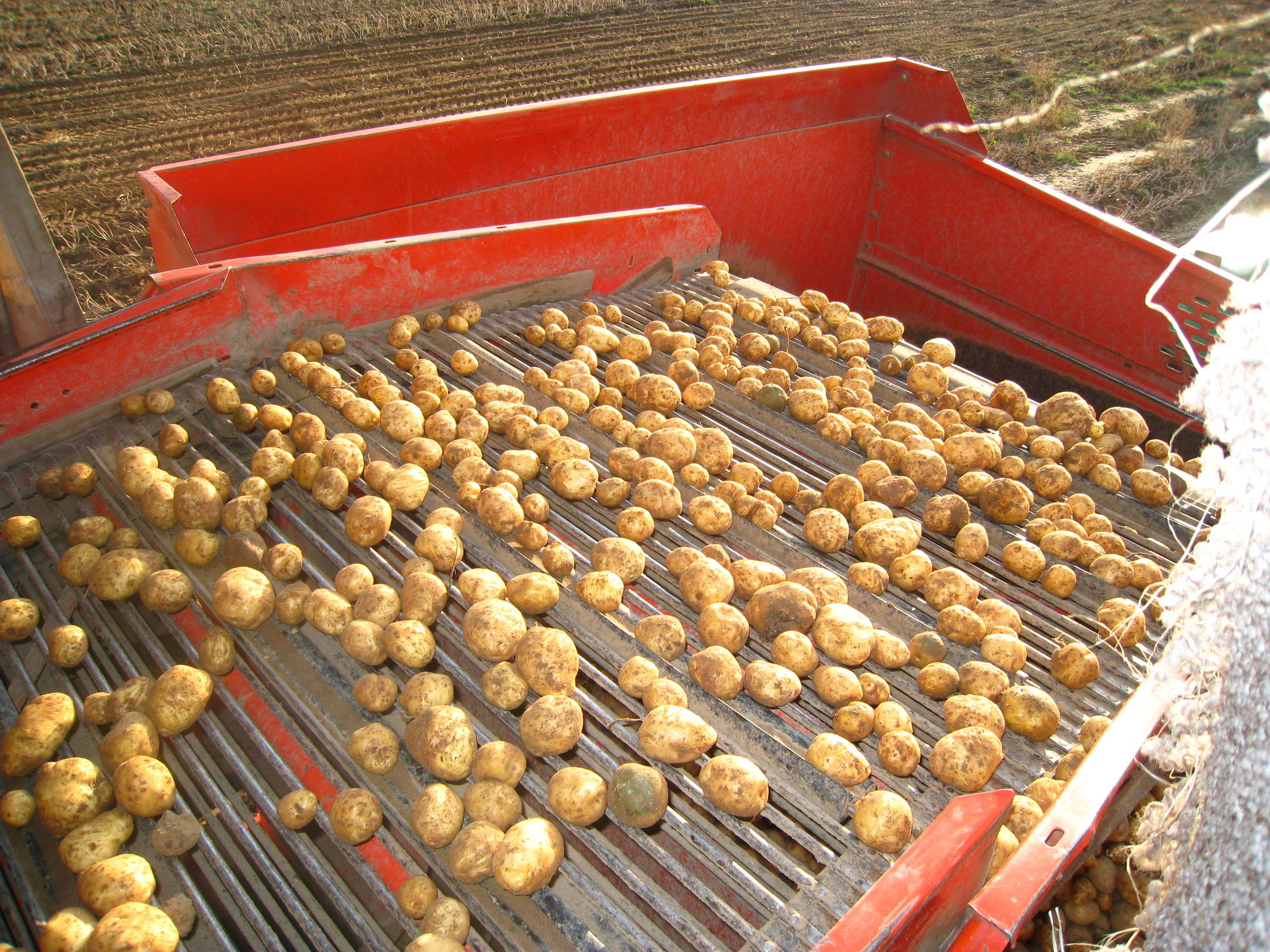
Récolte de pommes de terre 'Amflora' à Bütow (Mecklembourg-Poméranie-Occidentale)

## Application
La nouvelle variété de pomme de terre, qui résulte d'une modification génétique de la variété féculière 'Prevalent', a un amidon composé quasi exclusivement d'amylopectine. Cela permet une extraction optimisée de ce composant pour l'industrie du papier, du textile et des adhésifs, alors que les variétés conventionnelles imposent une séparation coûteuse de l'autre forme d'amidon, l'amylose, qui représente environ 20 % de l'amidon total. Des sous-produits de l'extraction industrielle de l'amidon sont susceptibles d'être utilisés en alimentation animale.
La synthèse de l'amylose par polymérisation de dextrose est commandée par une enzyme appelée GBSS (Granule Bound Starch Synthase). Une copie inversée de ce gène (gène antisens) a été introduite dans le génome d'Amflora par l'intermédiaire d'une bactérie (Agrobacterium tumefaciens) dans le but d'inhiber la production de GBSS et donc celle de l'amylose.
La mise en culture d'Amflora nécessite une autorisation de commercialisation dans l'Union européenne, qui détient 80 % de la production mondiale de fécule de pomme de terre. Les principaux pays pour la culture de la pomme de terre et la transformation de la fécule sont l'Allemagne, les Pays-Bas, la France, le Danemark, la Pologne et la Suède.
L'intérêt de la pomme de terre 'Amflora' serait en outre de créer de la valeur pour les agriculteurs et l'industrie amidonnière, estimée à plus de 100 millions d'euros par an et fondée sur les gains en énergie, eau et matières premières. 'Amflora' n'est pas toxique, mais en raison de sa teneur élevée en fécule farineuse, elle est difficilement utilisable dans le domaine culinaire.

## Termes et conditions au niveau national et communautaire
Il y a eu des débats publics, car 'Amflora' contient un gène marqueur (nptII) conférant la résistance à un antibiotique médical, la kanamycine. En vertu de la réglementation européenne, la commercialisation de plantes génétiquement modifiées ne peut être autorisée que si elles ne comportent pas de gènes de résistance à des antibiotiques ayant une importance médicale. La Commission européenne a donc décidé en mars 2007 de demander à l'Agence européenne des médicaments (EMEA) un avis consultatif sur les risques de résistance à la kanamycine.
Sur la base de cet avis, concluant entre autres que le transfert de la résistance des plantes transgéniques à des bactéries était hautement improbable, que le gène nptII était déjà largement répandu dans la nature et présent chez la plupart des bactéries intestinales et la résistance à la kanamycine omniprésente dans l'environnement, l'Agence européenne de sécurité alimentaire (EFSA) a confirmé en avril 2007 qu’'Amflora' est sûre pour l'alimentation humaine et animale, ainsi que pour l'environnement.
Le 16 juillet 2007, le commissaire européen à l'Environnement, Stavros Dimas, membre de la Commission européenne, a émis des réserves sur l'usage industriel d'Amflora. Les ministres européens de l'Agriculture n'ont pas réussi à s'accorder sur une autorisation préalable. Après l'approbation d'Amflora en 1996, BASF a engagé en 2008 une action devant la Cour européenne de justice contre la Commission européenne en raison de la lenteur excessive du processus d'approbation de la variété 'Amflora'.
En 2009, l'Autorité européenne de sécurité des aliments (EFSA) a publié un avis scientifique sur le gène re-nptII, présent chez 'Amflora' mais aussi dans d'autres OGM. L'EFSA a déjà  évalué dans le passé l'utilisation de ce gène et a confirmé à plusieurs reprises que ledit gène est sûr et que des études scientifiques supplémentaires n'étaient pas nécessaires.
Le 2 mars 2010, la Commission européenne, par la voix du commissaire à la Santé et à la Politique des consommateurs, John Dalli, a décidé d'autoriser sa culture dans « des conditions de culture strictes afin d’éviter que des pommes de terre transgéniques ne soient laissées dans les champs après la récolte et que des graines d’Amflora ne soient répandues accidentellement dans l’environnement ». Le même jour, la Commission autorisait les aliments pour animaux produits à partir de ladite variété 'Amflora', ainsi que la présence fortuite ou accidentelle de cette pomme de terre dans les denrées alimentaires dans une proportion ne dépassant pas 0,9 %.
Cette décision a été annulée par la Cour de justice de l'Union européenne le 13 décembre 2013 à la suite d'un recours de la Hongrie soutenue par la France, le Luxembourg, l'Autriche et la Pologne. Le motif, purement procédural, est le non-respect par la Commission des règles des procédures d’autorisation,.
Entre-temps, BASF, prenant acte de l'opposition de l'opinion publique et des consommateurs, ainsi que des incertitudes liées au cadre réglementaire, avait annoncé le 16 janvier 2012 l'abandon de toutes ses activités liées aux OGM en Europe et le transfert en Caroline du Nord (États-Unis) de sa filiale BASF Plant Science.

## Développement dans divers pays de l'Union européenne

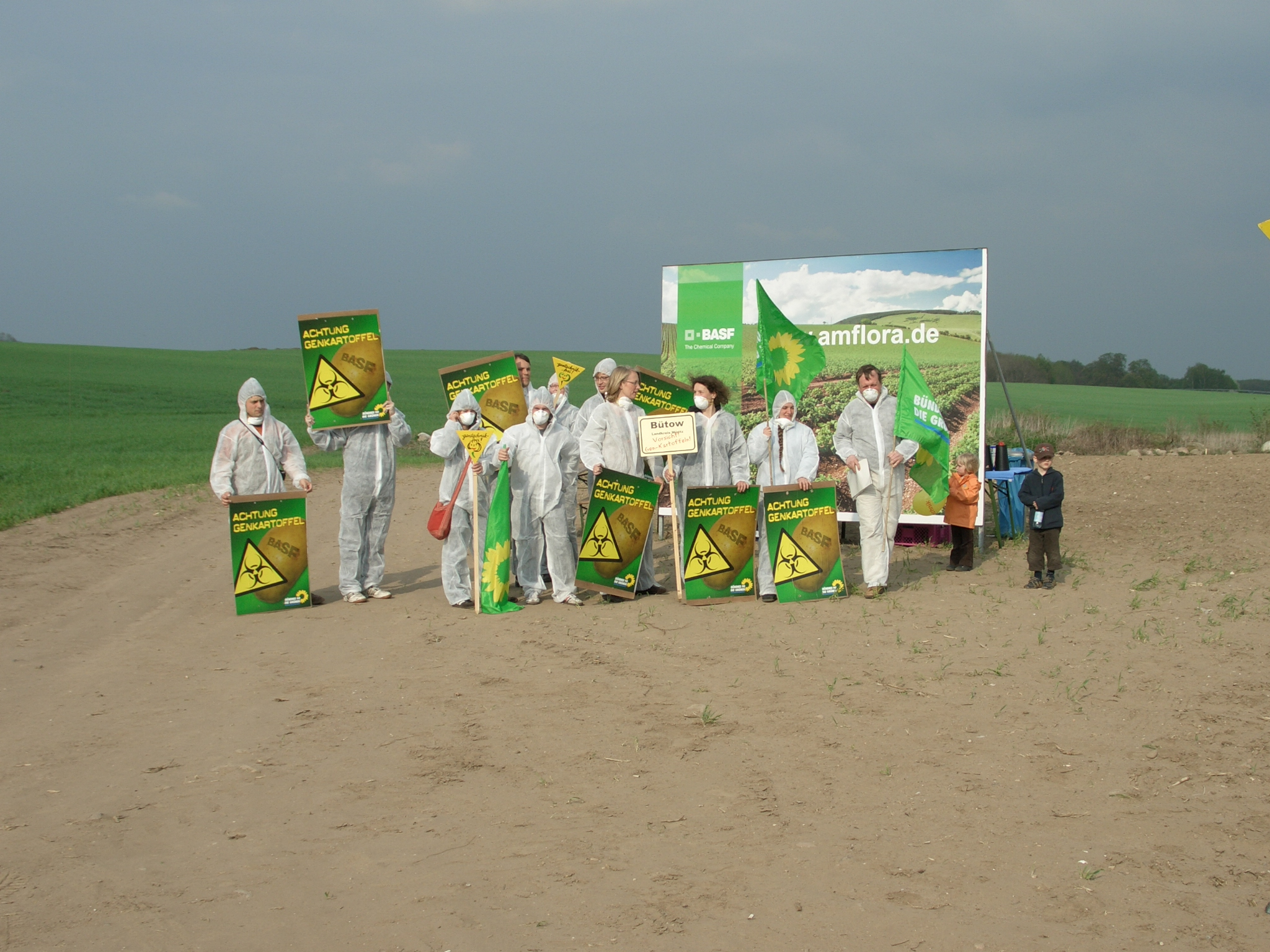
Manifestation d'opposants à la culture d'Amflora en Allemagne (avril 2010).

En 2008 et 2009, des cultures expérimentales se sont déroulées dans plusieurs pays européens comme la Suède, la République tchèque et l'Angleterre pour un total de 20 hectares.
En 2010, à la suite des décisions de la Commission européenne, la société BASF a annoncé le lancement de la production de la pomme de terre 'Amflora' en Allemagne (20 hectares dans le Mecklembourg-Poméranie-Occidentale) et en Suède (80 hectares) pour la production de plants, ainsi qu'en République tchèque (150 hectares) dans un but commercial
En Grèce, la ministre du Développement rural et de l'Alimentation, Aikaterini Batzeli, a annoncé le 4 mars 2010 que la production de la pomme de terre 'Amflora' ne sera pas autorisée dans le pays.
En France, le gouvernement a décidé de saisir le Haut Conseil des biotechnologies (HCB), notamment sur la présence, dans cette pomme de terre, d’un gène marqueur de résistance à un antibiotique. Celui-ci, dans sa séance du 1er juillet 2010 a émis une recommandation préconisant notamment, dans l'hypothèse où la mise en culture de la pomme de terre 'Amflora' serait autorisée en France, la réalisation de rotations plus longues que celles habituellement pratiquées, la fourniture d’une méthode fiable de détection et de quantification d’Amflora dans les produits conventionnels, et la mise en place de mesures permettant de garantir l’absence de pomme de terre 'Amflora' dans les produits destinés à l'alimentation humaine (sauf cas de présence fortuite, dans la limite des taux requis (0,9 % voire 0,1).
Fin août 2010, BASF Plants Science a annoncé la présence (en faible quantité, 0,01 %) en Suède de plants de la variété transgénique 'Amadea', non autorisée, dans la culture de pommes de terre 'Amflora'. Ces plants reconnaissables à leurs fleurs blanches ont été détruits et une enquête a été lancée pour comprendre les raisons de ce mélange. Le 1er septembre 2010, BASF a introduit une demande officielle pour l'autorisation de la culture de la variété 'Amadea' dont la production est envisagée à partir de 2013/2014 et qui est destinée à l'avenir à remplacer la variété 'Amflora'.